# A csendőr és a csendőrlányok
A csendőr és a csendőrlányok (eredeti cím: Le Gendarme et les Gendarmettes) 1982-ben bemutatott francia film, amely a népszerű Csendőr-filmek hatodik és egyben utolsó része. A játékfilm rendezői Jean Girault és Tony Aboyantz, producere Gérard Beytout. A forgatókönyvet Jacques Vilfrid és Jean Girault írták. A zenéjét Raymond Lefèvre szerezte. A főszerepben Louis de Funès látható. A mozifilm az S.N.C. (Société Nouvelle de Cinématographie) gyártásában készült. Műfaja bűnügyi filmvígjáték. 
Franciaországban 1982. október 6-án mutatták be a mozikban, Magyarországon 1991. szeptember 15-én az MTV2-n vetítették le a televízióban. A Magyar Televízió által készített változattal adták ki DVD-n.
Három hónappal a bemutatót követően Louis de Funès meghalt. A film rendezője Jean Girault már ezt megelőzően, júliusban elhunyt.

## Cselekmény
Négy csinos csendőrlányt helyeznek a San Tropez-i csendőrökhöz, s ez alaposan összekuszálja az ott szolgálók életét. Főként Lütyő törzsőrmesterét, aki valóban komolyan veszi a szolgálatot és egyszerűen nem tud mit kezdeni a rakoncátlankodó ifjú hölgyekkel. Az osztag tagjai sem kellően éberek, mert a hölgyek egy szép napon sorra eltűnnek. De a legnagyobb gondot Yo jelenti, aki egy afrikai állam elnökének lánya, mert félő, hogy eltűnéséből diplomáciai bonyodalmak származnak. Előkerítésükre azonnal összefog a San Tropez-i csendőrség teljes állománya.

## Szereplők
| Szereplő                 | Színész            | Magyar hang       | Leírás                                              |
| ------------------------ | ------------------ | ----------------- | --------------------------------------------------- |
| Ludovikusz Lütyő         | Louis de Funès     | Balázs Péter      | a csendőrparancsnok                                 |
| Jeromos Gabaj            | Michel Galabru     | Kránitz Lajos     | az adjutáns                                         |
| Ludovika Lütyő           | Claude Gensac      | Bencze Ilona      | Ludovikusz Lütyő felesége                           |
| Cecília Gabaj            | Micheline Bourday  | Sáfár Anikó       | Jeromos Gabaj felesége                              |
| Ezredes                  | Jacques François   | Tolnai Miklós     | az ezredes                                          |
| Bimbula                  | Maurice Risch      | Csurka László     | az egyik csendőr                                    |
| Agykár (Tricard)         | Guy Grosso         | Koroknay Géza     | az egyik csendőr                                    |
| Beléndek (Berlicot)      | Michel Modo        | Botár Endre       | az egyik csendőr                                    |
| Angyalka                 | France Rumilly     | Spilák Klára      | a legfőbb nővér                                     |
| Berthier                 | René Berthier      | ?                 | az ezredes segédje                                  |
| Christine Rocourt        | Catherine Serre    | Balogh Erika      |                                                     |
| Yo Macumba               | Nicaise Jean Louis | Fehér Anna        |                                                     |
| Isabelle Leroy           | Sophie Michaud     | Kiss Erika        |                                                     |
| Marianne Bonnet          | Elisabeth Etienne  | Farkasinszky Edit |                                                     |
| Agy                      | Jean-Louis Richard | Fülöp Zsigmond    |                                                     |
| Dadogós panaszos         | Pierre Repp        | Somogyvári Pál    |                                                     |
| Tengerész                | Stéphane Bouy      | Kiss Gábor        | hajóslegény az Albacorán                            |
| Miniszter                | Jean Turlier       | Buss Gyula        |                                                     |
| Turistanők               | N/A                | Kökényessy Ági    | a két turistanő, akit tévesen csendőrlánynak néztek |
| Turistanők               | N/A                | Földesi Judit     | a két turistanő, akit tévesen csendőrlánynak néztek |
| Turisták sofőrje         | N/A                | Hankó Attila      |                                                     |
| Sofőrök                  | N/A                | Szokol Péter      | autósok a közúti ellenőrzéskor                      |
| Sofőrök                  | N/A                | Rosta Sándor      | autósok a közúti ellenőrzéskor                      |
| Motoros férfi            | N/A                | Bolba Tamás       |                                                     |
| George                   | N/A                | Jakab Csaba       | a férfi, aki beöltözik csendőrlánynak               |
| Csapos                   | N/A                | Gruber Hugó       |                                                     |
| Fehér öltönyös gengszter | N/A                | Helyey László     |                                                     |
| Tengerészek              | N/A                | Dobránszky Zoltán | a két hajóslegény tagja az Albacorán                |
| Tengerészek              | N/A                | Hollósi Frigyes   | a két hajóslegény tagja az Albacorán                |
| Ezredes embere           | N/A                | Antal László      | az ezredes egyik embere az örsön                    |

## A film elkészítése
A csendőr és a földönkívüliek nagy sikere után a Csendőr-sorozat készítői egy újabb filmbe vágtak bele. Felmerült egy olyan elgondolás is, hogy a földönkívüli történetet folytatnák. Ezen lehetséges verzió szerint a csendőröket az idegenek bosszúból elrabolják, majd a Bermuda-háromszögön keresztül időutazáson vesznek részt és a waterlooi csatában találnák magukat. A film címe Le Gendarme en orbite leur vient (A csendőr pályára áll) lett volna, ám az újabb földönkívüli történetet meghagyták a Káposztaleves című vígjátékban.
A filmben szereplő színésznők közül Catherine Serre és Nicaise Jean-Louis szereplői voltak a Holdkelte című James Bond-filmnek néhány évvel korábban. A forgatást jelentős nehezítette a rendező, Girault betegsége, aki tuberkulózisban szenvedett és rövidesen bele is halt. A filmet ezért rendezőasszisztensének, az orosz származású Tony Aboyantznak kellett befejeznie. Mivel Girault a bemutató előtt meghalt és a Csendőr sorozat főszereplője is rövidesen elhunyt, ezért a tervezett hetedik filmet A csendőr és a császárt (Le gendarme et l'empereur) már nem lehetett elkészíteni. A hetedik film forgatókönyve a 2016 júniusában Saint-Tropez-ben nyílt Csendőrség Filmmúzeumában került kiállításra. A múzeumnak otthont adó épület 2003-ig valóban a csendőrség épülete volt és itt forgatták Girault filmjeit is. A múzeumban szobrot kapott Louis de Funes legendás csendőr alakjában.

## Televíziós megjelenések
- magyar szinkron: TV-2, Duna TV, TV3, RTL Klub, Film+, Cool, Prizma TV / RTL+, Film+ 2
- feliratos: Zone Europa